# Richard Henry Dewing
Richard Henry Dewing, britanski general, * 1891, † 1981.